# キロメートル
キロメートル（フランス語: kilomètre、英語: kilometre、アメリカ英語: kilometer、記号：km）は、国際単位系 (SI) の長さの単位で、1000 (103) メートルに等しい。
km の単位記号は、長さのSI基本単位であるメートル m に 103 倍を表すSI接頭語であるキロ k を付けたものである。
ヘクトメートル ≪ キロメートル ≪ メガメートル

## 表記
口頭では、英語に近い発音の「キロメーター」と発音される場合があるが、計量法上は認められない。また、日本では1950年（昭和25年）頃まで和製漢字を用いて「粁」と表記することがあった。これはメートルを表す「米」にその 1000 倍であることを示す「千」の字を合わせたものである（メートル#表記を参照）。ただし、「粁」の表記は当用漢字（現・常用漢字）表にないうえ計量法制定で計量法でも使用禁止となったから、以来70年以上は滅多に使われなくなった。

なお、サムネイルの画像のように、km をしばしば「Km」と大文字を用いて表記することがあるが、「ケルビン メートル」と誤読される可能性もあり、決してそのような表記はしてはならない。
Unicode には記号 km を一文字で表した ㎞ (339E) という合字がある。また、単に「キロ」と省略されることもある。

## 英語の綴り
キロメートルの公式の英語の綴りは、kilometreである。JIS規格などにおいても kilometerと綴られることはない。ただし、米国でのみ1977年以降、例外的にkilometerとしている。

## kilometre のアクセント
kilometre の発音では、接頭語である kilo の最初のシラブルに強アクセントがある。これは、millimetre, nanometre などの分量単位の英語発音でも同じである。
なお、単位「メートル」に由来しない、-metre ( -meter) で終わる語のアクセントは、その直前にあるのが普通である。例えば speedometer（速度計）のアクセントは、speedo- の第2シラブルに強アクセントがある。

## 換算
1 キロメートル (1 km) は以下の長さに等しい（あるいは、ほぼ等しい）。
1 km
= 1000 m（定義）
≒ 0.621 マイル
≒ 1094 ヤード
≒ 3281 フィート
≒ 0.255 里（日本）
= 2 里（中国）
≒ 9.167 町（日本）
= 3300 尺（日本）
= 3000 尺（中国）
= 1 Click （英語）：（俗語）キロメートル。3 km なら 3 Clicks という。主に無線通信での会話に使用される。